# رطن صغير الأوراق
رطن صغير الأوراق (الاسم العلمي:Krameria parvifolia) هو نوع من النباتات يتبع جنس الرطن من الفصيلة الرطنية.